# Морно, Билл
Уильям Фрэнсис «Билл» Морно (родился 7 октября 1962 года) — канадский бизнесмен и политик, министр финансов Канады (2015—2020). Член Палаты общин Канады от Либеральной партии (2015—2020).

## Биография
В 1986 году Уильям Морно получил степень бакалавра искусств в Университете Западного Онтарио. Затем Морно получил степень магистра делового администрирования в INSEAD, Европейском институте управления бизнесом, и степень магистра экономики — в Лондонской школе экономики и политических наук.
Морно был руководителем самой крупной в Канаде HR-фирмы — Morneau Shepell — и председателем Института имени К. Д. Хау. Он также был председателем правления в Госпитале Святого Михаила в Торонто и некоммерческой организации Covenant House.
Избран в 2015 году на канадских федеральных выборах членом парламента от федерального избирательного округа «Торонто Центр».
4 ноября 2015 года назначен министром финансов Канады.
17 августа 2020 подал в отставку с постов министра финансов и депутата парламента и заявил, что будет стремиться занять пост генерального секретаря Организации экономического сотрудничества и развития (ОЭСР) .
26 января 2021 года Морно заявил, что больше не будет претендовать на должность генерального секретаря ОЭСР.